# Heinrich Zimmer
Robert Heinrich Zimmer (Greifswald, 6 dicembre 1890 – New Rochelle, 20 marzo 1943) è stato uno storico delle religioni e orientalista tedesco.

## Biografia
Figlio del celtista Heinrich Zimmer (1851-1910), Robert Heinrich Zimmer è stato un famoso indologo tedesco.
Dopo aver studiato germanistica e indologia, Robert Heinrich Zimmer si laureò all'Università di Berlino nel 1913 dibattendo una tesi sulla "Storia dei gotra" ovvero sulle origini dei lignaggi patrilineari della casta dei brahmani.
Docente all'Università di Greifswald, nel 1922 Zimmer ottenne l'incarico di professore di "Filologia indiana" all'Università di Heidelberg pubblicando nel 1926 Kunstform und Yoga im indischen Kultbild, opera che gli fece acquisire la fama di indologo di valore. Negli anni trenta furono pubblicate delle sue raccolte di miti e favole indiane tra cui Weisheit India. Nel 1932 Zimmer ebbe occasione di incontrare il fondatore della psicologia analitica Carl Gustav Jung, che si stava interessando al tantrismo proprio grazie alla sua opera; dal sodalizio tra i due studiosi nacque il Seminario di psicologia di Zurigo.
Nel 1938, con il varo in Germania delle leggi razziali, Zimmer fu costretto ad abbandonare gli incarichi accademici per aver espresso dure critiche al regime nazista e per aver sposato, nel 1928, Christiane von Hofmannsthal (1902-1987), la figlia dello scrittore di origini ebraiche Hugo von Hofmannsthal.
Riparato in Inghilterra, Zimmer ottenne l'incarico di lettore presso l'Università di Oxford e, recatosi negli Stati Uniti nel 1941, l'incarico di visiting professor prima presso la Johns Hopkins University di Baltimora, poi presso la Columbia University di New York.
Colpito dalla polmonite, morì a New Rochelle il 20 marzo del 1943.

## Il pensiero e i rapporti con Jung e Campbell
L'incontro avvenuto nel 1932 dell'indologo tedesco con Carl Gustav Jung, padre della Psicologia analitica, fu senza dubbio uno dei più significativi della sua vita. A partire dal 1933 e fino al 1940 Zimmer frequentò, come d'altronde con Jung, i colloqui di Eranos. Le sue lezioni, pubblicate negli Eranos Jahrbücher, si occuparono dello yoga tantrico (1933), dei miti indù, della morte della reincarnazione nelle teologie induiste (1939). L'influenza di Jung si manifesta sul come Zimmer interpreterà, in modo archetipico i miti religiosi dell'India.
Ai colloqui di Eranos partecipò anche lo studioso statunitense di mitologia e di religione Joseph Campbell (1904-1987). Campbell, come Zimmer, venne influenzato dal pensiero junghiano, ovvero dal tentativo e dalla possibilità di interpretare in senso universale, per mezzo della Psicologia analitica, il mito religioso.
Dopo la morte prematura di Zimmer, suo amico e collega di studi, Campbell prese in mano le sue opere non pubblicate revisionandole tenendo conto delle intenzioni originali del loro autore e quindi pubblicandole. Uscirono quindi: Myths and Symbol in Indian Art and Civilization (New York, 1946; tratta dei miti indiani) ; The King and the Corpse (New York, 1948; raccolta di saggi inerenti alla vittoria dell'anima sul male) e Philosophies of India (New York, 1951; sulle filosofie religiose originatesi nel subcontinente indiano) .

## Opere
- Kunstform und Yoga im Indischen Kultbild (1926). Edizione italiana: Arte e Tantra Yoga. Como, Red, 1998.
- Maya: Der Indische Mythos. (1936)
- Myths and Symbols in Indian Art and Civilization. Curato da Joseph Campbell. (1946) Edizione italiana: Miti e simboli dell'India. Milano, Adelplhi 1993.
- Hindu Medicine.Curato da Ludwig Edelstein.(1948).
- The King and the Corpse: Tales of the Soul's Conquest of Evil. Curato da Joseph Campbell. (1948). Edizione italiana: Il re e il cadavere. Milano, Adelplhi 1983.
- Philosophies of India. Curato da Joseph Campbell. (1953). ISBN 0691017581. Edizione italiana: Filosofie e religioni dell'India. Milano, Mondadori, 2001.
- The Art of Indian Asia, its Mythology and Transformations. Completato e curato da Joseph Campbell. (1955)
- Heinrich Zimmer : Coming Into His Own.Curato da Margaret H. Case. (1994)